# أكاديمية لارونج غار البوذية

صورة بانورامية لأكاديمية لارونج غار

«أكاديمية لارونج غار البوذية» يعيش فيها 40 ألف شخص وتقع في وادي لارونج غار الصيني على ارتفاع 12500 ألف قدم, والمساكن تتكون من أكواخ خشبية. تأسست عام 1980، كل كوخ يحتوي على غرفة أو غرفتين أو ثلاثة غرف صغيرة الحجم , وبلا حمامات أو تدفئة.

## روابط خارجية
- أكاديمية لارونج غار البوذية/ صور